# That's a Fact
That's a Fact è un brano musicale della rock band britannica Status Quo, uscito come singolo nel 2016. Si tratta della versione acustica dell'omonimo brano presente nell'album Blue for You del 1976, mai pubblicato come singolo.